# Pandora (Licia Troisi)
Pandora  è il titolo del primo capitolo dell'omonima saga letteraria dell'autrice fantasy Licia Troisi, pubblicato dalla casa editrice Mondadori.

## Trama
La protagonista è una ragazza sedicenne, Pandora (chiamata da tutti Pam), che durante la notte di Halloween libera per sbaglio da uno scrigno i sei Angeli della Morte. Uno di essi possiede Samaele (chiamato da tutti Sam), un suo coetaneo, che travolge Pam con il motorino. Da quel momento, il ragazzo si ritrova con la capacità di uccidere con il tocco della mano e con tempi di guarigione brevissimi; invece Pam scopre di essere diventata invisibile a tutti, eccetto alla madre (che tuttavia non la riconosce) e a Sam, e nota anche che sia il battito del cuore che tutti i bisogni fisiologici sono spariti. Inoltre, a entrambi i ragazzi appare uno strano tatuaggio: a Sam un pentacolo sul collo, mentre a Pam una lacrima sotto l'occhio. I due scoprono in seguito, grazie agli esperti di soprannaturale Mara Quercelli ed Eugenio Serravalle, che Sam è posseduto da Samael, l'Angelo della Morte più potente di tutti, mentre Pam si rivela essere un'Apriporta, cioè una persona in grado di sigillare i demoni o di liberarli, e per questo le è impossibile morire. Gli esperti rivelano loro che gli altri cinque Angeli della Morte hanno posseduto altrettante persone: il primo a manifestarsi è Mashbir, ovvero l'Angelo che si nutre delle anime degli animali. I due indagano sugli omicidi operati dal demone e si accorgono che tutte le vittime erano collegate a Malanotte, un senzatetto amico di Sam. Grazie all'aiuto della figlia del senzatetto, che lo spinge a ribellarsi e espone il demone, i due riescono a imprigionarlo.